# مارك هيل
مارك هيل (بالإنجليزية: Mark Hill)‏ (21 يناير 1961 في المملكة المتحدة - ) هو لاعب كرة قدم بريطاني في مركز الظهير. لعب مع كوينز بارك رينجرز ونادي برينتفورد وماديستون يونايتد ‏ ونادي سلاو تاون وHendon F.C. ‏ وويكمب وندررز.